# Musée de la pharmacie de Christiansted
Le Musée de la pharmacie est un musée située à Christiansted dans les Îles Vierges des États-Unis. C'est un musée de style colonial composée de meubles d'époque, de flacons d'apothicairerie exotiques, de médicaments séchés et en poudre et de matériel pharmaceutique.

## Historique
La pharmacie a été créée en 1820 par un pharmacien danois, Peder Eggert Benzon, arrivé sur l'île de Sainte-Croix pour préparer des médicaments pour la garnison militaire stationné à Christiansted. La pharmacie a servi pendant plus de 140 ans.
Initialement, des médicaments étaient fabriqués pour les soldats danois ainsi que pour les autres médecins et pharmaciens des Antilles danoises. À la différence des médicaments addictifs contenant de l'opium, largement utilisés aux États-Unis à l'époque, les pharmaciens danois pratiquaient ce que l'on appelle la « médecine héroïque ». Cela consistait à administrer des composés chimiques d'antimoine, de plomb et de mercure agissant fortement pour traiter les différentes affections.
Le dernier propriétaire de cette pharmacie, Laurence C. Merrill, qui l'avait acheté en 1946, a continué à l'exploiter jusqu'à sa retraite en 1970, date à laquelle il a fait don de ses bocaux à médicaments et de son équipement pharmaceutique à la St. Croix Monuments Society. La pharmacie entièrement restaurée a ouvert à son emplacement d'origine en 1987. Depuis 1996, la pharmacie est utilisée comme lieu d'exposition pour le public.

## Expositions futures
La Société archéologique de Sainte-Croix envisage d'utiliser l'ancienne pharmacie comme un musée qui permettra au public d'accéder aux objets des tribus indiennes qui ont vécu sur cette île pendant 3 000 ans. La collection présentera des objets tels que de la poterie, des haches, des perles et un ancien canoë.